# Estación de Sevilla-Santa Justa
Estación de Sevilla-Santa Justa vasútállomás Spanyolországban, Sevilla településen. Része a spanyol nagysebességű vasúthálózatnak.

## Vasútvonalak
Az állomást az alábbi vasútvonalak érintik:
- Madrid–Sevilla nagysebességű vasútvonal
- Sevilla-Cádiz nagysebességű vasútvonal
- Alcázar de San Juan–Cádiz-vasútvonal

## Kapcsolódó állomások
A vasútállomáshoz az alábbi állomások vannak a legközelebb:
- Estación de La Rinconada (Lora del Río train station, Línea C-1 (Cercanías Sevilla))
- San Bernardo vasútállomás (Línea C-1 (Cercanías Sevilla))
- Estación de San Jerónimo (Cartuja train station, Línea C-2 (Cercanías Sevilla))
- Estación de La Rinconada (Cazalla-Constantina train station, Línea C-3 (Cercanías Sevilla))
- Palacio de Congresos vasútállomás (Línea C-4 (Cercanías Sevilla), belső hurok)
- San Bernardo vasútállomás (Línea C-4 (Cercanías Sevilla), külső hurok)
- Estación de San Jerónimo (Benacazón train station, Línea C-5 (Cercanías Sevilla))
- San Bernardo vasútállomás (Línea C-5 (Cercanías Sevilla))
- Estación de Córdoba Central (Madrid-Puerta de Atocha-Almudena Grandes, Madrid–Sevilla nagysebességű vasútvonal)